# 恋のチャンスを
『恋のチャンスを』（こいのちゃんすを　原題：Taking a Chance on Love）は、1940年のブロードウェイミュージカル「キャビンインザスカイ」のポピュラーソング。ブロードウェイとその後の1943年のMGMミュージカル映画『キャビン・イン・ザ・スカイ』の両方でペチュニアジャクソンの役を演じたエセルウォーターズによって紹介された。ヴァーノン・デュークが作曲し、作詞はジョン・ラトゥシュとテッド・フェッター（1940年の音楽を参照）。